# Limogne-en-Quercy
Limogne-en-Quercy là một xã thuộc tỉnh Lot trong vùng Occitanie phía tây nam nước Pháp.